# Múm
múm (pronunciato /muːm/) è un gruppo musicale islandese di musica elettronica formatosi nel 1997.

## Il nome
Secondo le parole di uno dei suoi fondatori, Kristín Valtýsdóttir, il nome múm non era inteso significare nulla in particolare. In una delle prime interviste, resa alla ormai scomparsa rivista islandese Fókus, il nome veniva spiegato in modo grafico, mostrando come le lettere che compongono il nome possano rappresentare due elefanti che si guardano in faccia tenendosi per le proboscidi.

## Stile
Lo stile musicale del gruppo è caratterizzato da una parte vocale molto lieve, mentre notevole è l'impiego di elettronica analogica e digitale, basi ritmiche spesso di matrice glitch e l'utilizzo di una ampia varietà di strumenti vintage e tradizionali. Di diversa estrazione sono infatti i diversi membri che compongono la band: tra loro, al momento della formazione del gruppo, vi erano infatti appassionati di punk e hardcore (Gunnar), studentesse di musica classica (le gemelle Valtýsdóttir) e compositori di musiche per videogiochi (Orvar).

## Storia
Il gruppo si formò nel 1997 a partire da Gunnar Örn Tynes, Örvar Þóreyjarson Smárason e le sorelle gemelle Gyða e Kristín Anna Valtýsdóttir. I diversi componenti si unirono in occasione di una rappresentazione teatrale a Reykjavík, le due sorelle Valtýsdóttir facevano parte della compagnia di attori, mentre Orvar e Gunnar contribuivano alla colonna sonora (i due si erano uniti due anni prima, lavorando come remixer e collaboratori musicali)..
La prima importante attività del gruppo è relativa alla collaborazione con il musicista islandese Musikvatur, che ricambierà remixando in seguito alcuni brani del gruppo.
Pubblicato dalla piccola etichetta Thule Records nella sola Islanda, nel 2000 esce il disco d'esordio del gruppo, ossia Yesterday Was Dramatic - Today Is OK. L'album ottiene un ottimo riscontro dalla critica specializzata e un crescente favore del pubblico. Il disco è caratterizzato dall'utilizzo di strumenti particolari (tastiere giocattolo, sintetizzatori o campionamenti dell'ambiente circostante) e altri più convenzionali come basso, chitarre e fisarmonica. Il brano I'm 9 Today sarà al centro di una disputa tra la Thule Records e il gruppo stesso, a causa di una concessione pubblicitaria fatta dall'etichetta discografica alla Sony e non autorizzata dai múm.
In seguito si dedicano ai remix effettuati per gli amici e conterranei Sigur Rós e per Emilíana Torrini, nonché alla realizzazione della colonna sonora del film muto e restaurato La corazzata Potëmkin di Sergej Michajlovič Ėjzenštejn.
Nel 2002 il gruppo ritorna con un secondo album. Si tratta di Finally We Are No One, pubblicato in una doppia versione, ossia in inglese e in islandese (Loksins erum við engin) dalla Fat Cat Records (la stessa che ha lanciato i Sigur Rós). Il disco è stato realizzato in totale isolamento su un vecchio faro della costa islandese, dove il gruppo si è rinchiuso per tre settimane. Successivamente, con la produzione di Valgeir Sigurðsson (già con Björk), verrà definito nei dettagli. Rispetto al precedente sono di più i brani cantati ed inoltre è inferiore la durata media delle canzoni. Non viene però mutata la capacità compositiva del gruppo, che evoca paesaggi sconfinati e sensazioni profonde.
Da lì a poco Gyða lascia il gruppo per fare ritorno ai suoi studi a Reykjavík.
Le gemelle Gyða and Kristín hanno inoltre una sorella maggiore, Ásthildur, che ha cantato nella tournée del gruppo nel novembre del 2002.
Nel frattempo il gruppo collabora alla realizzazione dell'album Unrest, esordio da solista di Erlend Øye (Kings of Convenience).
Il gruppo, ora rappresentato da un trio, ritorna nel 2004 con Summer Make Good. Il disco, rispetto ai precedenti, perde di mordente: l'uso dell'elettronica si fa meno evidente e al contempo le atmosfere naturalistiche ed oniriche evocate dai precedenti album si fanno bloccate e catatoniche.
Dal 2006 la pianista e cantante Kristín Valtýsdóttir non fa più parte del gruppo, ma continua ad occuparsi di musica con un progetto solista dal nome Kría Brekkan. Kristín ha inoltre collaborato con Eizíkur Orri ad uno spettacolo di danza moderna, ed al secondo album della band islandese Stórsveit Nix Notes. Kristín viene inoltre coinvolta dal marito Avey Tare nel progetto Animal Collective. La notizia della decisione della cantante non viene tuttavia annunciata ufficialmente fino al 23 novembre dello stesso anno.
Nel 2007 il gruppo si presenta completamente rinnovato nella formazione. I fondatori Orvar e Gunnar sono ora affiancati da Hildur Gudnadòttir (voce), Olof Arnalds (archi e chitarra) e Samuli Kosminen (percussioni). Esce nello stesso anno Go Go Smear the Poison Ivy, che avvia un processo di riassestamento.
Il successivo Sing Along to Songs You Don't Know (2009) si apre a diverse collaborazioni. Compaiono strumenti come l'ukulele, il pianoforte e gli archi, con il violoncello suonato da Hildur Guðnadóttir. Il disco si avvicina, insomma, a sonorità riconducibili alla folktronica e al pop.
Nel 2012 la Morr Music pubblica le prime incisioni della band in un 12" chiamato Early Birds contenente demo, inediti e altro materiale risalente al periodo 1998-2000.
Il 17 settembre 2013 esce il sesto album, Smilewound (Morr Music). Grande novità è il ritorno dopo dieci anni di un membro storico come Gyða Valtýsdóttir, che insieme alla sorella Kristin faceva appunto parte del primo nucleo della formazione. Nel disco viene inserito come bonus track il brano Whistle, realizzato con l'australiana Kylie Minogue e inserito nel film Jack & Diane.

## Influenza sulle arti
- Una fotografia delle sorelle Gyða e Kristín Anna Valtýsdóttir è stata usata per la copertina dell'album Fold Your Hands Child, You Walk Like a Peasant del gruppo Belle and Sebastian.
- Tra i personaggi famosi che apprezzano la musica dei múm ci sono Jarvis Cocker e i Mogwai.
- Un piccolo documentario sulla formazione islandese Don't tell múm è stato girato da Danny Boyle.

## Discografia

### Album
- 2000 - Yesterday Was Dramatic - Today Is OK (TMT; reissue Morr Music, 2005)
- 2002 - Finally We Are No One (Fat Cat Records) + Loksins erum við engin (versione islandese dello stesso album, Smekkleysa Records)
- 2004 - Summer Make Good (Fat Cat Records)
- 2007 - Go Go Smear the Poison Ivy (Fat Cat Records)
- 2009 - Sing Along to Songs You Don't Know (Morr Music)
- 2013 - Smilewound (Morr Music)

### Raccolte e remix
- 2001 - Blái Hnötturinn (senza etichetta, colonna sonora)
- 2001 - Please Smile My Noise Bleed (Morr Music, 3 tracce inedite e alcuni remix)
- 2002 - Remixed (TMT, versioni di Yesterday Was Dramatic - Today Is OK)
- 2005 - Friends of the Random Summer
- 2012 - Early Birds (Morr Music)

### EP
- 2000 - The Ballað of the Broken Birdie Records (TMT)
- 2004 - Dusk Log (Fat Cat Records)
- 2006 - The Peel Session (Fat Cat Records)
- 2011 - Gleðileg Jól (A Number Of Small Things)

### Singoli
- 2002 - Green Grass of Tunnel (Fat Cat Records)
- 2004 - Nightly Cares (Fat Cat Records)
- 2007 - They Made Frogs Smoke 'til They Exploded (Fat Cat Records)
- 2007 - Marmalade Fires (Fat Cat Records)
- 2009 - Prophecies and Reversed Memories (Morr Music)
- 2013 - Whistle (Parlophone)
- 2013 - Toothwheels (Morr Music)